# Urania (nome)
Urania  è un nome proprio di persona italiano femminile.

## Varianti
- Maschili: Uranio[2], Urano[2], Orano[4]

### Varianti in altre lingue
- Bulgaro: Урания (Uranija)
- Catalano: Urània[5]
- Ceco: Úrania
- Croato: Uranija
- Esperanto: Uranio
- Francese: Uranie
- Greco antico: Οὐρανία (Ourania)[6], Ουρανιη (Ouranie)[6]
- Greco moderno: Ουρανία (Ourania)
- Latino: Urania[6]
- Lituano: Uranija
- Olandese: Urania
- Polacco: Urania
- Portoghese: Urânia
- Russo: Урания (Uranija)
- Serbo: Уранија (Uranija)
- Spagnolo: Urania[5]
- Tedesco: Urania
- Ucraino: Уранія (Uranija)
- Ungherese: Uránia

## Origine e diffusione

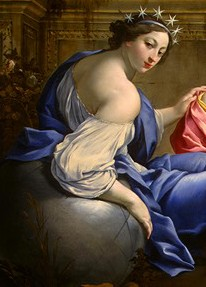
Urania, particolare di un'opera di Simon Vouet

Riprende il nome greco Οὐρανία (Ourania), poi latinizzato in Urania. È basato sul termine ουρανιος (ouranios, "celeste") o su οὐρανός (ouranos, "cielo"), ed è quindi affine per significato ai nomi Celeste e Diana.
Si tratta di un nome di tradizione classica, portato nella mitologia greca da una delle Muse, Urania, che soprassedeva all'astronomia, all'astrologia e alla geometria. Era inoltre una delle ninfe oceanine, nonché un epiteto della dea Afrodite, in quanto nata da Urano (divinità a cui fa diretto riferimento la variante "Urano").
In Italia gode di scarsa diffusione, ed è accentrato principalmente in Toscana e in Emilia-Romagna.

## Onomastico
Il nome è adespota, ossia privo di santa patrona, quindi l'onomastico si può eventualmente festeggiare il 1º novembre, in occasione di Ognissanti. La sola chiesa copta ricorda una santa Urania, madre di san Minas, commemorata l'11 Teqemt o l'11 Hedar del calendario etiopico (rispettivamente circa 22 ottobre e 21 novembre).

## Persone
- Urania Papatheu, politica italiana

### Variante Urânia
- Urânia Vanério, insegnante, traduttrice e scrittrice brasiliana

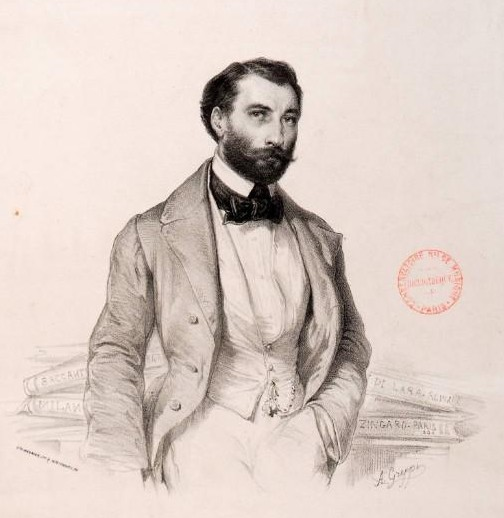
Uranio Fontana

### Variante maschile Uranio
- Uranio, storico siriano
- Uranio, usurpatore contro Eliogabalo o Alessandro Severo
- Uranio Antonino, usurpatore contro Valeriano e Gallieno
- Uranio Fontana, compositore italiano

## Il nome nelle arti
- Urania è il titolo di un poemetto di Alessandro Manzoni.